# InterCable
A InterCable é uma empresa de tv paga (InterCable), internet (InterLink) e telefonia (InterTel) da Venezuela.
É uma empresa do grupo Hicks, Muse Tate & Furst, líder no serviços de banda larga e proprietário do grupo de empresas de televisão a cabo maior da América Latina.
Iniciou suas operações em 1995 na cidade de Barquisimeto, Estado Lara, Venezuela, e no final de 2006 os serviços se expande em todo o país, tem uma concorrente, a DirecTV Venezuela e é o primeiro lugar em provedores de televisão a cabo.